# Budziska (district Gołdap)
Budziska (Duits: Budzisken; 1938-1945: Herbsthausen (C)) is een plaats in het Poolse woiwodschap Ermland-Mazurië, in het district Gołdap. De plaats maakt deel uit van de landgemeente Banie Mazurskie.